# Паннарано
Паннарано (італ. Pannarano) — муніципалітет в Італії, у регіоні Кампанія, провінція Беневенто.
Паннарано розташоване на відстані близько 210 км на південний схід від Рима, 45 км на північний схід від Неаполя, 15 км на південний захід від Беневенто.
Населення — 2150 осіб (2014).
Щорічний фестиваль відбувається 24 червня. Покровитель — святий Іван Хреститель.

## Демографія
Населення за роками:

Станом на 1 січня 2023 року в муніципалітеті офіційно проживав 61 іноземець з 16 країн, серед них 11 громадян країн Євросоюзу та 9 громадян України.

## Сусідні муніципалітети
- Авелла
- П'єтрасторніна
- Роккабашерана
- Сан-Мартіно-Валле-Каудіна
- Суммонте